# Monumento naturale Bodrio delle Gerre
Il monumento naturale Bodrio delle Gerre è una piccola area naturalistica che protegge l'area circostante l'omonimo bodrio. Si trova a Stagno Lombardo, in provincia di Cremona.

## Caratteristiche ambientali
L'ambiente è costituito principalmente da un bosco igrofilo che sorge attorno ad un bodrio. In tale contesto domina la robinia e il salice bianco. Rari sono gli esemplari di farnia.
Elemento caratterizzante del luogo è il martin pescatore mentre l'ittiofauna sembra sovradimensionata rispetto alla capacità biologica dello stagno.